# Unterseeboot 16 (1936)
Pour les articles homonymes, voir Unterseeboot 16.
Le Unterseeboot 16 ou U-16 est un sous-marin allemand (U-Boot) de type II.B utilisé par la Kriegsmarine pendant la Seconde Guerre mondiale.
Comme les sous-marins de type II étaient trop petits pour des missions de combat dans l'océan Atlantique, il a été affecté dans la Mer du Nord et la Manche.

## Présentation
Mis en service le 16 octobre 1936, l'U-16 a servi comme sous-marin d'active pour les équipages de 1935 à 1939 au sein de la Unterseebootsflottille "Lohs". Il réalise sa première patrouille, quittant le port de Wilhelmshaven, le 25 août 1939, sous les ordres de Hannes Weingärtner pour contrôler la navigation en mer du Nord, mais il est rappelé le 29 août pour préparer l'U-Boot à une opération de mouillage de mines. Il revient le 31 août 1939 à  Wilhelmshaven, puis repart le 2 septembre pour mouiller des mines au large de la baie de Tees. Le 8 septembre 1940, après deux croisières de sept jours chacune en mer, il arrive à Kiel, fin d'étape de sa première mission.
Sa deuxième patrouille, du 13 septembre au 5 octobre 1939, soit 23 jours en mer, le fait quitter Kiel pour une mission en mer du Nord entre Skudenes et Eigerøya en Norvège. Il effectue le contrôle de contrebande en arraisonnant des navires battant pavillons neutres et escorte des navires marchands allemands le long de la côte norvégienne. L'U-16 a contrôlé 14 navires en 7 jours et a coulé l'un d'entre eux de 3 378 tonneaux, car il faisait de la contrebande.
Le 12 octobre 1939, Hannes Weingärtner cède le commandement de l'U-16 au Kapitänleutnant Horst Wellner.
Sa troisième et dernière patrouille le conduit en mer à  partir de Kiel le 18 octobre 1939 pour mouiller des mines au large de Douvres, mais l'U-Boot jette ses mines au large de Folkestone, son objectif secondaire.
L'U-16 s'échoue le 25 octobre 1939, soit huit jours après son départ de Kiel, dans la Manche près de Douvres sur le banc de Goodwin, une zone connue des deux belligérants, en essayant d'éviter des charges de profondeur lancées par le chalutier armé britannique HMS Cayton Wyke et par le patrouilleur HMS Puffin à la position géographique de 51° 09′ N, 1° 28′ E. Les 28 membres d'équipage meurent dans cette attaque.
Les U-Boote ont ensuite été obligés de prendre une route nettement plus au nord de l'Écosse pour les atterrages occidentaux et l'Atlantique Nord.
Le 21 novembre 1939, soit un mois après la destruction de l'U-16, l'une de ses mines coule le navire de guerre auxiliaire français Sainte Claire.

## Affectations
- Unterseebootsflottille "Lohs" du 1er mai 1936 au 1er août 1939 à Kiel (service active)
- 3. Unterseebootsflottille du 1er septembre au 25 octobre 1939 à Kiel (service active)

## Commandements
- Kapitänleutnant Heinz Beduhn du 1er mai 1936 au 29 septembre 1937
- Hannes Weingärtner du 30 septembre 1937 au 11 octobre 1939
- Kapitänleutnant Udo Behrens du 8 octobre 1937 au 17 octobre 1939
- Kapitänleutnant Horst Wellner du 12 octobre au 25 octobre 1939

Nota: Les noms de commandants sans indication de grade signifie que leur grade n'est pas connu avec certitude à notre époque à la date de la prise de commandement.

## Navires coulés
L'Unterseeboot 16 a coulé un navire marchand ennemi de 3 378 tonneaux et un navire de guerre auxiliaire de 57 tonnes au cours des 3 patrouilles (45 jours en mer) qu'il effectua.
| Date              | Nom           | Nationalité | Tonnage (GRT) | Fait         |
| ----------------- | ------------- | ----------- | ------------- | ------------ |
| 28 septembre 1939 | Nyland        | Suède       | 3 378         | Coulé        |
| 21 novembre 1939  | Sainte Claire | France      | 57            | Coulé (Mine) |

### Sources
- (en) Cet article est partiellement ou en totalité issu de l’article de Wikipédia en anglais intitulé « German submarine U-16 (1936) » (voir la liste des auteurs).